# Vierge à l'enfant au livre
Vierge à l'enfant au livre est une gravure sur cuivre au burin réalisée par Maître JG. Il existe des exemplaires à Londres, Vienne et à Paris à la BnF au département des estampes et dans la collection des Rothschild. Elle mesure 70 × 92 mm.

## Description
La Vierge assise tient dans ses bras Jésus, qui montre du doigt un livre, le tout devant un décor ayant une architecture en ruine ayant de multiples colonnes.

## Analyse
Cette « composition est sans doute l'une des moins ambitieuses du graveur. » Que ce soit dans la composition de l'architecture ou les détails vestimentaires, on ne retrouve pas les qualités des autres œuvres du Maître JG. Cette faiblesse relative est peut-être l'indice d'une réalisation antérieure aux autres. 